# Paradrymonia darienensis
Paradrymonia darienensis là một loài thực vật có hoa trong họ Tai voi. Loài này được (Seem.) Wiehler mô tả khoa học đầu tiên năm 1978.